# Yin Yin
Yin Yin (Zhejiang, 2 gennaio 1974) è un'ex pallavolista cinese.
Giocava nel ruolo di schiacciatrice.

## Carriera
La carriera professionistica di Yin Yin inizia nella stagione 1996-97 con lo Zhejiang Nuzi Paiqiu Dui, annata in cui si disputa il primo campionato cinese, restando legata al club per cinque stagioni; la giocatrice tuttavia già fa parte della nazionale cinese dal 1994, con cui vince una medaglia d'argento al campionato mondiale 1998, tre medaglie d'oro al campionato asiatico e oceaniano, due medaglie di bronzo al World Grand Prix e una medaglia di bronzo alla Coppa del Mondo 1999, oltre ad un argento ed un oro rispettivamente ai XII e ai XIII Giochi asiatici: nel 2000 si ritira dalla nazionale.
Nella stagione 2001-02 matura la sua prima esperienza all'estero, nel Volley Modena, militante nella Serie A1 italiana, con cui vince una Coppa Italia e una Coppa CEV, mentre già nella stagione successiva torna in Cina sempre allo Zhejiang. Nella stagione 2003-04 è nuovamente in Italia con il Forlì, in Serie A1.
Nella stagione 2004-05 ritorna al club di Zhejiang, dove resta per altri cinque campionati, prima di essere ingaggiata nella stagione 2009-10 dal Guangdong Hengda Nuzi Paiqiu Julebu: al termine del campionato si ritira dall'attività agonistica.

## Palmarès

### Club
- Coppa Italia: 1

2001-02
- Coppa CEV: 1

2001-02

### Nazionale (competizioni minori)
- Giochi asiatici 1994
- Giochi asiatici 1998

### Premi individuali
- 1997 - Volleyball League A: Miglior attaccante
- 1998 - Volleyball League A: Miglior attaccante